# ألونسو مايو
ألونسو مايو (بالإسبانية: Alonso Filomeno Mayo) هو منتج أفلام وكاتب سيناريو ومخرج بيروفي، ولد في 30 ديسمبر 1978 في ليما في بيرو.

## وصلات خارجية
- ألونسو مايو على موقع IMDb (الإنجليزية)
- ألونسو مايو على موقع ألو سيني (الفرنسية)
- ألونسو مايو على موقع أول موفي (الإنجليزية)
- ألونسو مايو على موقع قاعدة بيانات الفيلم (الإنجليزية)
- ألونسو مايو على موقع كينوبويسك (الروسية)